# Jels Sogn
Jels Sogn ist eine Kirchspielsgemeinde (dän.: Sogn)  im südlichen Dänemark. Bis 1970 gehörte sie zur Harde Gram Herred im damaligen Haderslev Amt, danach zur Rødding Kommune im Sønderjyllands Amt, die im Zuge der  Kommunalreform zum 1. Januar 2007 in der „neuen“  Vejen Kommune in der Region Syddanmark aufgegangen ist.
Im Kirchspiel leben 2579 Einwohner, davon 2002 im Kirchdorf (Stand:1. Januar 2023). Im Kirchspiel liegt die Kirche „Jels Kirke“.
Nachbargemeinden sind  im Norden Skodborg Sogn, im Nordwesten Skrave Sogn, im Westen Rødding Sogn, im Südwesten Øster Lindet Sogn, sowie im Südosten Oksenvad Sogn und Sommersted Sogn in der benachbarten Vojens Kommune und schließlich in der benachbarten Kolding Kommune im Osten Stepping Sogn und Ødis Sogn und im Nordosten Vamdrup Sogn.

## Söhne und Töchter der Gemeinde
- Elin Fredsted (* 1953), Sprachwissenschaftlerin